# Farkadona
Farkadona (græsk: Φαρκαδόνα, [farkaˈðona]; før 1955: Τσιότι, Tsióti , [ˈt͡sjo.ti] ) er en by og kommune i den sydøstlige del af den regionale enhed Trikala i Thessalien i Grækenland. I 2011 var dens befolkning 2.652 for byen og 13.396 for kommunen. Den ligger omkring halvvejs mellem byerne Larisa mod øst og Trikala mod vest, omkring 30. km fra begge. Den ligger på den Thessaliske slette nær floden Pineios. Farkadona ligger på den græske nationalvej 6 (Larissa - Trikala - Ioannina - Igoumenitsa).

## Historie
Farkadona er opkaldt efter den antikke tessaliske by Pharcadon (oldgræsk: Φαρκαδών - Pharkadon). Ruinerne af det antikke Pharcadon ligger på en bakke nær landsbyen Klokotos, 5 km sydvest for den moderne by. Den moderne by Farkadona var før 1955 kendt som Tsioti.